# Bayli Spencer-Adams
Bayli Spencer-Adams (Waltham Forest, 26 giugno 2001) è un calciatore guyanese con cittadinanza britannica, difensore svincolato.

## Caratteristiche tecniche
È un difensore centrale.

## Carriera

### Club

#### Watford e prestito al Dover Athletic
Cresciuto nel settore giovanile di Tottenham, Arsenal e Watford, il 4 gennaio 2021 debutta con gli hornets giocando da titolare l'incontro di FA Cup pareggiato 3-3 contro il Tranmere; scende in campo anche nel replay del 23 gennaio, perso per 2-1.
Il 16 ottobre 2020 viene ceduto in prestito fino a gennaio al Dover Athletic.
Ritornato dal prestito, gioca con la formazione Under 23 fino a fine stagione, rimanendo svincolato al 30 giugno 2021.

### Nazionale
Nato a Londra, sceglie di gareggiare per la nazionale guyanese per via delle origini paterne; debutta il 26 marzo 2021 debutta giocando l'incontro di qualificazione per il Campionato mondiale di calcio 2022 perso 3-0 contro Trinidad e Tobago.

## Statistiche
Statistiche aggiornate al 5 aprile 2021.

### Presenze e reti nei club
| Stagione            | Squadra         | Campionato      | Campionato | Campionato | Coppe nazionali | Coppe nazionali | Coppe nazionali | Coppe continentali | Coppe continentali | Coppe continentali | Altre coppe | Altre coppe | Altre coppe | Totale | Totale | Totale |
| Stagione            | Squadra         | Comp            | Pres       | Reti       | Comp            | Pres            | Reti            | Comp               | Pres               | Reti               | Comp        | Pres        | Reti        | Pres   | Reti   |        |
| ------------------- | --------------- | --------------- | ---------- | ---------- | --------------- | --------------- | --------------- | ------------------ | ------------------ | ------------------ | ----------- | ----------- | ----------- | ------ | ------ | ------ |
| 2019-2020           | Watford         | PL              | 0          | 0          | FACup+CdL       | 2+0             | 0               |                    | -                  | -                  |             | -           | -           | 2      | 0      |        |
| ott. 2020-gen. 2021 | Dover Athletic  | NAT             | 8          | 0          | FACup           | 1               | 0               |                    | -                  | -                  | FA Trophy   | 1           | 0           | 10     | 0      |        |
| gen.-giu. 2021      | Watford         | PL              | 0          | 0          | FACup+CdL       | 0               | 0               |                    | -                  | -                  |             | -           | -           | 0      | 0      |        |
| Totale carriera     | Totale carriera | Totale carriera | 8          | 0          |                 | 3               | 0               |                    | -                  | -                  |             | 1           | 0           | 12     | 0      |        |

### Cronologia presenze e reti in nazionale
| Cronologia completa delle presenze e delle reti in nazionale ― Guyana | Cronologia completa delle presenze e delle reti in nazionale ― Guyana | Cronologia completa delle presenze e delle reti in nazionale ― Guyana | Cronologia completa delle presenze e delle reti in nazionale ― Guyana | Cronologia completa delle presenze e delle reti in nazionale ― Guyana | Cronologia completa delle presenze e delle reti in nazionale ― Guyana | Cronologia completa delle presenze e delle reti in nazionale ― Guyana | Cronologia completa delle presenze e delle reti in nazionale ― Guyana |
| Data                                                                  | Città                                                                 | In casa                                                               | Risultato                                                             | Ospiti                                                                | Competizione                                                          | Reti                                                                  | Note                                                                  |
| --------------------------------------------------------------------- | --------------------------------------------------------------------- | --------------------------------------------------------------------- | --------------------------------------------------------------------- | --------------------------------------------------------------------- | --------------------------------------------------------------------- | --------------------------------------------------------------------- | --------------------------------------------------------------------- |
| 26-3-2021                                                             | Cojímar                                                               | Trinidad e Tobago                                                     | 3 – 0                                                                 | Guyana                                                                | Qual. Mondiali 2022                                                   | -                                                                     | 66’                                                                   |
| 4-6-2021                                                              | Basseterre                                                            | Saint Kitts e Nevis                                                   | 3 – 0                                                                 | Guyana                                                                | Qual. Mondiali 2022                                                   | -                                                                     | 45’                                                                   |
| 25-3-2023                                                             | Hamilton                                                              | Bermuda                                                               | 0 – 2                                                                 | Guyana                                                                | CONCACAF Nations League 2022-2023 - 1º Turno                          | -                                                                     |                                                                       |
| 29-3-2023                                                             | Waterford                                                             | Guyana                                                                | 0 – 0                                                                 | Montserrat                                                            | CONCACAF Nations League 2022-2023 - 1º Turno                          | -                                                                     |                                                                       |
| Totale                                                                |                                                                       | Presenze                                                              | 4                                                                     |                                                                       | Reti                                                                  | 0                                                                     |                                                                       |